# シヴーカ

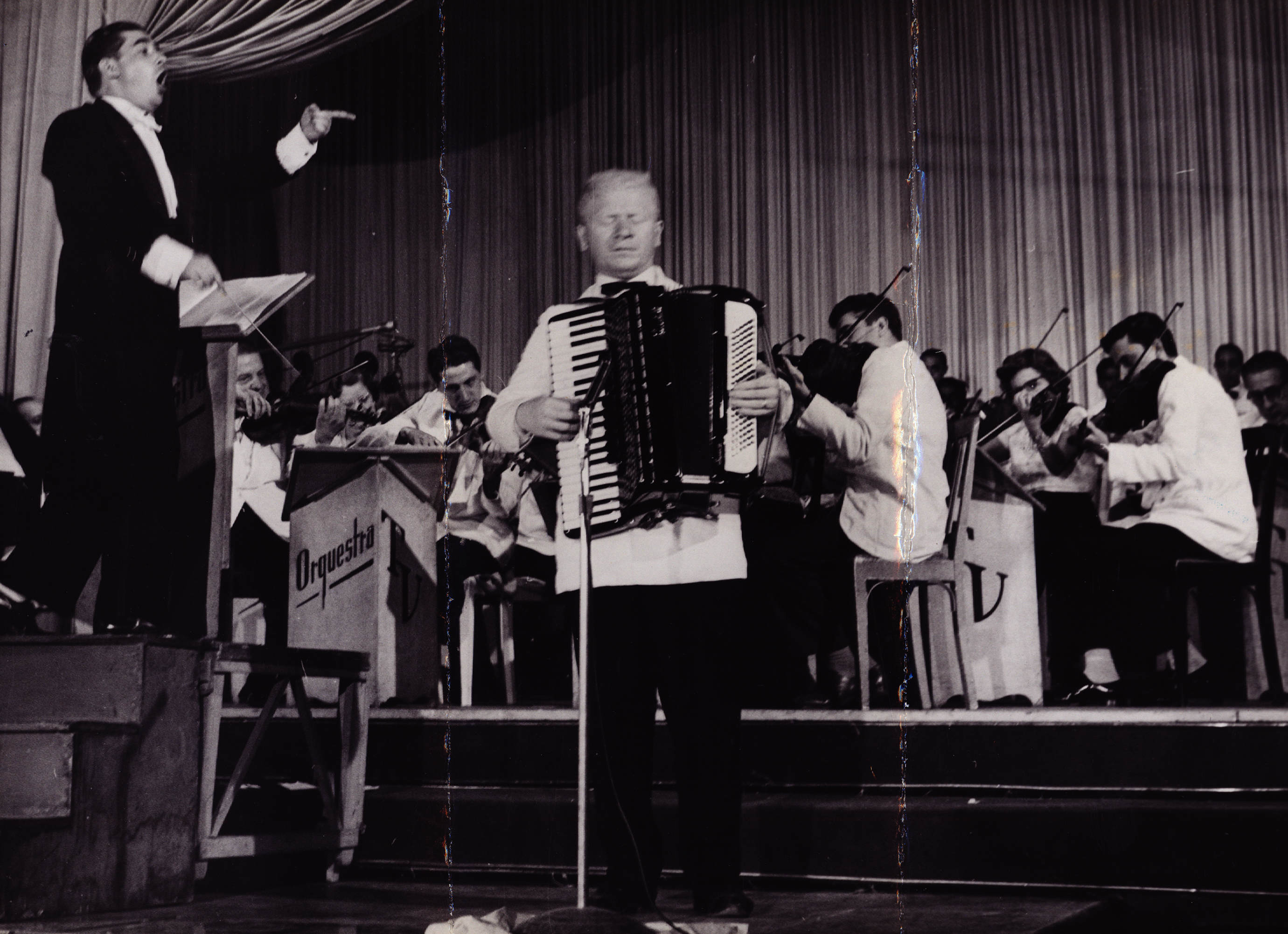
シヴーカ（1960年）

シヴーカ（Sivuca）こと、セヴェリーノ・ディアス・デ・オリヴェイラ（Severino Dias de Oliveira、1930年5月26日 - 2006年12月14日）は、ブラジルのアコーディオン奏者、ギタリスト、歌手。故郷のブラジル・パライバ州、レシフェ、リオデジャネイロに加え、パリ、リスボン、ニューヨークでも活動し、時折そこに暮らしていた。ウィルマ・ダ・シルヴァとフラビア・デ・オリヴェイラ・バレットという2人の娘がいる。
1980年代にはスカンディナヴィアのジャズ・ミュージシャンたちと共演。代表作は、シコ・ブアルキ作詞による「João e Maria」と、ブラジル北東部の職人市場にちなんで名付けられた「Feira de Mangaio」である。従来の楽器に加え、即席の楽器も使用し、フォッロやショーロといった地域の伝統的なスタイルを、ジャズ、ボサノヴァ、クラシック音楽と融合させた。シヴーカとエルメート・パスコアールはともにアルビノの多才なマルチ楽器奏者であり、一緒に活動していたため混同されることもある。

## 略歴
シヴーカのプロとしてのキャリアは、15歳で移住したペルナンブーコ州で始まり、ウンベルト・テイシェイラとのファースト・アルバム（1950年）で成功を収め、1955年からはリオデジャネイロのラジオやテレビで活躍するようになった。「オス・ブラジレイロス（Os Brasileiros）」と共にヨーロッパ・ツアー（1958年）も行った。

### ニューヨーク（1964年-1976年）
彼はニューヨーク（1964年-1976年）に移り、ミリアム・マケバやハリー・ベラフォンテらと共演した。マケバとの共演のアーカイブ映像は、ミカ・カウリスマキ監督のドキュメンタリー映画『Mama Africa』（2011年）で観ることができる。マケバは1966年のアルバム『All About Miriam』に、彼のバイヨン曲「(Adeus) Maria Fulô」を収録した。また、プッテ・ウィックマンともレコーディングを行った（『ミーツ・スウェディッシュ・グルーヴ』、1969年）。さらに、1970年にニュー・シアターで上演されたオフ・ブロードウェイ・ミュージカル『Joy』で、オスカー・ブラウンとジーン・ペイスの夫婦コンビと共演し、同年にRCAビクターからリリースされた同作のオリジナル・キャスト・レコーディングにも参加した。1975年には、ポール・サイモンのアルバム『時の流れに』収録曲「I Do It For Your Love」ではアコーディオンとバック・ボーカルを担当した。

### 1980年代
ウルフ・ワケニウスの『Guitars Unlimited』（1987年）や、シルヴィア・ヴレタマーの『Rio de Janeiro Blue』（1985年）と『Rendezvous in Rio』（1995年）を共にレコーディングした。1990年、彼の「シヴーカ・ブラジル・グループ」は、スカンディナヴィア諸国をツアーした。

### 晩年
シヴーカは、2年間にわたる癌との闘病の末、2006年12月12日に入院し、12月14日に亡くなった。

## ディスコグラフィ

### アルバム
- Motivo Para Dancar No. 2 (1957年、Copacabana)
- Motivo Para Dancar (1958年、Copacabana)
- Ve Se Gostas (1959年、Odeon)
- 『ミーツ・スウェディッシュ・グルーヴ』 - Putte Wickman Meets Sivuca (1966年、Swedisc) ※with プッテ・ウィックマン
- Golden Bossa Nova Guitar (1968年、Reprise)
- 『ゴールデン・ボサノバ・ギター』 - Bossa Nova (1968年、Music Hall)
- Putte Wickman & Sivuca (1969年、Four Leaf Clover)
- Rendez-Vous a Rio (1969年、Barclay)
- Joy with Oscar Brown Jr., Jean Pace (1970年、RCA Victor)
- 『シヴーカ』 - Sivuca (1973年、Vanguard) ※旧邦題『フリー・アズ・ア・バード』
- 『ライヴ・アット・ザ・ヴィレッジ・ゲイト』 - Live at the Village Gate (1975年、Vanguard)
- Gravado Ao Vivo (1977年、RCA)
- Forro e Frevo (1980年、Copacabana)
- 『祈り』 - Cabelo de Milho (1980年、Copacabana)
- Vou Vida Afora (1981年、Copacabana)
- Forro e Frevo Vol. 2 (1982年、Copacabana)
- Forro e Frevo Vol. 3 (1983年、Copacabana)
- Onca Caetana (1983年、Copacabana)
- Forro e Frevo  Vol. 4 (1984年、Copacabana)
- Sivuca & Chiquinho Do Acordeon (1984年、Barclay)
- 『心の愛/トゥーツ・シールマンス・イン・リオ』 - Chiko's Bar (1985年、Sonet) ※with トゥーツ・シールマンス
- Som Brasil (1985年、Young)
- Let's Vamos (1987年、Sonet)
- Sanfonae e Realejo (1987年、3M)
- Um Pe No Asfalto, Um Pe Na Buraqueira (1990年、Copacabana)
- One Good Turn (1992年、Music Partner)
- Pau Doido (1992年、Kuarup)
- 『ソロ』 - Enfim Solo (1997年、Kuarup)
- Cada Um Belisca Um Pouco (2004年、Biscoito Fino)
- Sivuca Sinfonico (2004年、Biscoito Fino)
- Terra Esperanca (2006年、Kuarup)
- Sivuca e Quinteto Uirapuru (2010年、Kuarup)